# Campeonato Mundial de Halterofilismo de 2023 - Até 89 kg masculino
A categoria até 89 kg masculino foi um evento do Campeonato Mundial de Halterofilismo de 2023, disputado em Riade, na Arábia Saudita, nos dias 10 e 11 de setembro de 2023.

## Calendário
Horário local (UTC+3)
| Dia            | Horário | Fase    |
| -------------- | ------- | ------- |
| 10 de setembro | 09:00   | Grupo E |
| 10 de setembro | 11:30   | Grupo D |
| 10 de setembro | 21:30   | Grupo C |
| 11 de setembro | 14:00   | Grupo B |
| 11 de setembro | 19:00   | Grupo A |

## Medalhistas
| Evento    | Ouro                      | Ouro   | Prata            | Prata  | Bronze                    | Bronze |
| --------- | ------------------------- | ------ | ---------------- | ------ | ------------------------- | ------ |
| Arranque  | Andranik Karapetyan (ARM) | 175 kg | Marin Robu (MDA) | 173 kg | Keydomar Vallenilla (VEN) | 171 kg |
| Arremesso | Mirmostafa Javadi (IRI)   | 215 kg | Li Dayin (CHN)   | 213 kg | Keydomar Vallenilla (VEN) | 210 kg |
| Total     | Mirmostafa Javadi (IRI)   | 384 kg | Li Dayin (CHN)   | 383 kg | Keydomar Vallenilla (VEN) | 381 kg |

## Recordes
Antes desta competição, o recorde mundial da prova era o seguinte:
| Recorde         | Tipo      | Atleta         | Peso   | Local | Data               |
| Recorde Mundial | Arranque  | Li Dayin (CHN) | 180 kg | Jinju | 10 de maio de 2023 |
| Recorde Mundial | Arremesso | Tian Tao (CHN) | 222 kg | Jinju | 10 de maio de 2023 |
| Recorde Mundial | Total     | Li Dayin (CHN) | 396 kg | Jinju | 10 de maio de 2023 |

## Resultado
Os resultados foram os seguintes.
| Pos.              | Atleta                        | Grupo | Arranque (kg) | Arranque (kg) | Arranque (kg) | Arranque (kg)     | Arremesso (kg) | Arremesso (kg) | Arremesso (kg) | Arremesso (kg)    | Total      |
| Pos.              | Atleta                        | Grupo | 1             | 2             | 3             | Resultado         | 1              | 2              | 3              | Resultado         | Total      |
| ----------------- | ----------------------------- | ----- | ------------- | ------------- | ------------- | ----------------- | -------------- | -------------- | -------------- | ----------------- | ---------- |
| Medalha de ouro   | Mirmostafa Javadi (IRI)       | A     | 161           | 162           | 169           | 6                 | 207            | 212            | 215            | Medalha de ouro   | 384        |
| Medalha de prata  | Li Dayin (CHN)                | A     | 170           | 177           | 177           | 4                 | 206            | 213            | 213            | Medalha de prata  | 383        |
| Medalha de bronze | Keydomar Vallenilla (VEN)     | A     | 165           | 169           | 171           | Medalha de bronze | 205            | 209            | 210            | Medalha de bronze | 381        |
| 4                 | Andranik Karapetyan (ARM)     | A     | 170           | 170           | 175           | Medalha de ouro   | 192            | 202            | 207            | 5                 | 377        |
| 5                 | Petr Asayonak (ANA)           | A     | 165           | 168           | 170           | 5                 | 201            | 208            | 208            | 7                 | 371        |
| 6                 | Marin Robu (MDA)              | A     | 169           | 173           | 173           | Medalha de prata  | 197            | 205            | 205            | 9                 | 370        |
| 7                 | Romain Imadouchène (FRA)      | A     | 160           | 165           | 165           | 16                | 204            | 209            | 213            | 4                 | 369        |
| 8                 | Nico Müller (GER)             | B     | 157           | 162           | 162           | 9                 | 195            | 201            | 201            | 6                 | 363        |
| 9                 | Sergey Petrovich (KAZ)        | C     | 155           | 160           | 164           | 8                 | 190            | 190            | 194            | 14                | 358        |
| 10                | Sarvarbek Zafarjonov (UZB)    | B     | 160           | 164           | 164           | 12                | 191            | 196            | 203            | 12                | 356        |
| 11                | Olfides Sáez (CUB)            | C     | 155           | 155           | 155           | 19                | 193            | 193            | 200            | 8                 | 355        |
| 12                | Yu Dong-ju (KOR)              | B     | 155           | 160           | 164           | 13                | 195            | 195            | 195            | 13                | 355        |
| 13                | Artūrs Vasiļonoks (LAT)       | B     | 153           | 157           | 157           | 17                | 191            | 196            | 200            | 11                | 353        |
| 14                | Şatlyk Şöhradow (TKM)         | B     | 160           | 160           | 164           | 15                | 191            | 195            | 195            | 18                | 351        |
| 15                | Alex Bellemarre (CAN)         | B     | 155           | 160           | —             | 14                | 190            | 195            | 195            | 20                | 350        |
| 16                | Braydon Kennedy (CAN)         | C     | 156           | 160           | 163           | 11                | 187            | 187            | 193            | 23                | 347        |
| 17                | Armands Mežinskis (LAT)       | B     | 154           | 159           | 160           | 20                | 193            | 193            | —              | 17                | 347        |
| 18                | Amur Al-Khanjari (OMA)        | B     | 150           | 155           | 155           | 27                | 196            | 201            | 202            | 10                | 346        |
| 19                | Maksym Dombrovskyi (UKR)      | B     | 153           | 156           | 158           | 18                | 189            | 193            | 195            | 21                | 345        |
| 20                | Hsieh Meng-en (TPE)           | C     | 150           | 153           | 155           | 21                | 190            | 190            | 190            | 19                | 343        |
| 21                | Phacharamethi Tharaphan (THA) | C     | 145           | 150           | 150           | 32                | 187            | 194            | 194            | 15                | 339        |
| 22                | Desmond Akano (NGR)           | D     | 145           | 150           | 151           | 30                | 187            | 193            | 198            | 16                | 338        |
| 23                | Emil Moldodosov (KGZ)         | D     | 140           | 147           | 152           | 22                | 175            | 180            | 185            | 26                | 337        |
| 24                | Manuel Sánchez (ESP)          | D     | 151           | 151           | 151           | 23                | 180            | 186            | 192            | 24                | 337        |
| 25                | Clarence Cummings (USA)       | C     | 144           | 149           | 150           | 26                | 178            | 186            | 193            | 25                | 336        |
| 26                | Mauricio Canul (MEX)          | C     | 145           | 145           | 145           | 34                | 180            | 187            | 193            | 22                | 332        |
| 27                | Muhammad Zul Ilmi (INA)       | C     | 142           | 147           | 147           | 28                | 180            | 185            | 185            | 32                | 327        |
| 28                | Oliver Saxton (AUS)           | E     | 140           | 145           | 145           | 29                | 170            | 180            | 180            | 28                | 325        |
| 29                | Juniel Muñoz (MEX)            | D     | 150           | 155           | 155           | 24                | 175            | 180            | 180            | 33                | 325        |
| 30                | Leho Pent (EST)               | D     | 142           | 146           | 150           | 25                | 173            | 178            | 180            | 36                | 323        |
| 31                | Axel Pavón (HON)              | E     | 135           | 135           | 140           | 36                | 170            | 175            | 181            | 27                | 321        |
| 32                | Seán Brown (IRL)              | D     | 142           | 145           | 145           | 31                | 172            | 172            | 175            | 34                | 320        |
| 33                | Said Alioua (MAR)             | D     | 140           | 145           | 145           | 37                | 180            | 185            | 185            | 29                | 320        |
| 34                | Ismail Al-Swyleh (KSA)        | D     | 135           | 140           | 140           | 38                | 165            | 170            | 174            | 35                | 314        |
| 35                | Karol Samko (SVK)             | D     | 132           | 132           | 132           | 40                | 180            | 183            | 183            | 30                | 312        |
| 36                | Xavier Tiffany (NZL)          | E     | 136           | 140           | 144           | 35                | 160            | 166            | 170            | 37                | 306        |
| 37                | Yomar López (PUR)             | E     | 133           | 133           | 133           | 39                | 153            | 163            | 168            | 38                | 296        |
| 38                | Daniel Onana Tanga (CMR)      | E     | 130           | 136           | 136           | 41                | 160            | 160            | 170            | 39                | 290        |
| 39                | Issa Al-Balushi (UAE)         | E     | 121           | 125           | 130           | 42                | 152            | 155            | 156            | 40                | 281        |
| 40                | Jerome Tura (COK)             | E     | 105           | 110           | 115           | 45                | 145            | 150            | 155            | 41                | 265        |
| 41                | Bruno Braga (POR)             | E     | 120           | 125           | 125           | 43                | 135            | 140            | 140            | 43                | 255        |
| 42                | Maurice Aromo (KEN)           | E     | 100           | 110           | 115           | 44                | 130            | 140            | 140            | 42                | 255        |
| —                 | Antonino Pizzolato (ITA)      | A     | 168           | 168           | 168           | —                 | —              | —              | —              | —                 | —          |
| —                 | Safaa Rashed (IRQ)            | A     | 155           | 155           | —             | —                 | —              | —              | —              | —                 | —          |
| —                 | Tian Tao (CHN)                | A     | 168           | 173           | 176           | 7                 | 209            | 212            | 214            | —                 | —          |
| —                 | Chuang Sheng-min (TPE)        | C     | 150           | 150           | 150           | —                 | 180            | —              | —              | 31                | —          |
| —                 | Raphael Friedrich (GER)       | B     | 161           | 164           | 164           | 10                | 190            | 191            | 191            | —                 | —          |
| —                 | Iván Escudero (ECU)           | C     | 140           | 145           | 150           | 33                | —              | —              | —              | —                 | —          |
| —                 | Faris Touairi (ALG)           | B     | —             | —             | —             | —                 | —              | —              | —              | —                 | —          |
| —                 | Brayan Rodallegas (COL)       | E     | —             | —             | —             | —                 | —              | —              | —              | —                 | —          |
| —                 | Cristiano Ficco (ITA)         | E     | —             | —             | —             | —                 | —              | —              | —              | —                 | —          |
| —                 | Karlos Nasar (BUL)            | E     | —             | —             | —             | —                 | —              | —              | —              | —                 | —          |
| —                 | Kyle Bruce (AUS)              | E     | —             | —             | —             | —                 | —              | —              | —              | —                 | —          |
| —                 | Arley Méndez (CHI)            | A     | Não largou    | Não largou    | Não largou    | Não largou        | Não largou     | Não largou     | Não largou     | Não largou        | Não largou |
| —                 | Revaz Davitadze (GEO)         | B     | Não largou    | Não largou    | Não largou    | Não largou        | Não largou     | Não largou     | Não largou     | Não largou        | Não largou |
| —                 | Kristi Ramadani (ALB)         | E     | Não largou    | Não largou    | Não largou    | Não largou        | Não largou     | Não largou     | Não largou     | Não largou        | Não largou |